# 讓娜·卡爾芒

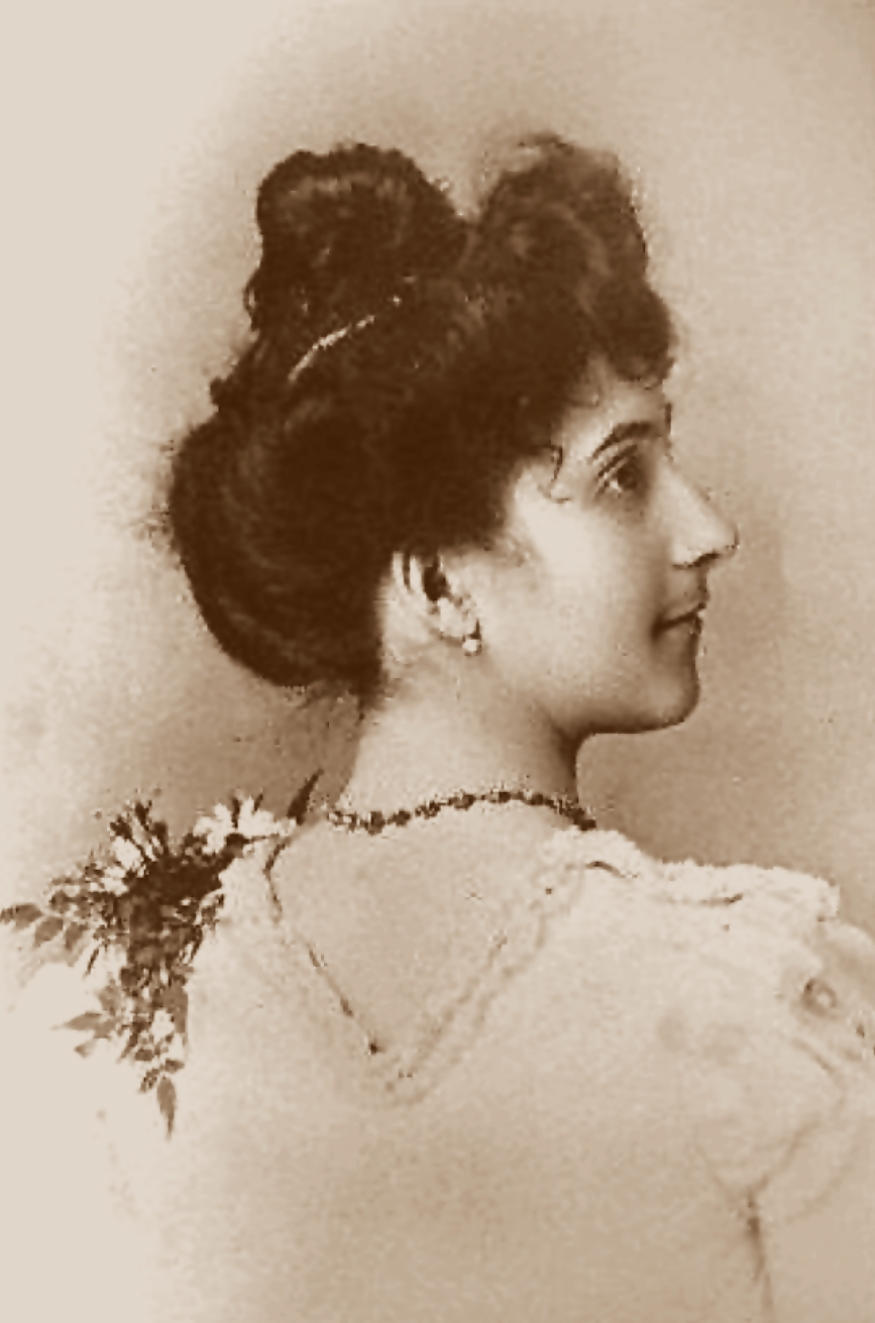
1895年

她的女兒伊馮·卡爾門 (1922年)

讓娜·路易絲·卡爾芒（法語：Jeanne Louise Calment；1875年2月21日—1997年8月4日）是一名法國超級人瑞，據紀錄活了122年又164天，她是有紀錄證明的世上最長壽者。她的寿命已經由科学方法记錄建檔；比起其他案例，她的年龄则有更多的文書紀錄来证明。她一生住在法国阿尔勒，且活得比她的女兒和孫子還要長數十年。2018年，俄羅斯數學家尼古拉·扎克研究認為卡爾門本人早已在1934年過世，其女兒頂替母親直到她在1997年過世，不過這種說法遭全國人口學研究所推翻。

## 生平

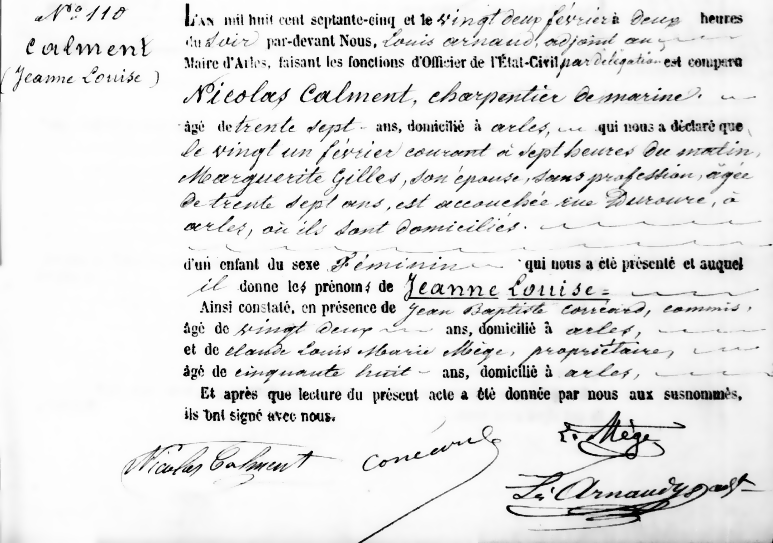
珍妮·卡爾門的出生證明書

讓娜·卡爾門於1875年2月21日生在法兰西第三共和国时期的阿尔勒，14歲時適逢1889年艾菲爾鐵塔完工。其家人多數長壽，兄長（François Calment、1865年4月26日－1962年12月1日）享耆壽97歲，父親（Nicolas Calment、1831年1月28日－1931年1月22日）是位造船商，僅相差6天就享嵩壽100歲，母親（Marguerite Gilles、1838年2月20日－1924年9月18日）則享壽86歲。1896年4月8日她嫁給富裕的遠房堂親（Fernand Nicolas Calment、1868年11月2日－1942年10月2日，享壽73歲）因而一輩子不需工作而過著愜意的生活。她丈夫逝世於1942年，距離兩人結婚50週年還相差4年。她也比自己的獨生女（Yvonne Marie Nicolle Calment、1898年1月19日－1934年1月19日）和女婿（Joseph Charles Frédéric Billot、1891年3月5日－1963年1月25日）長壽，女兒在1934年逝世於肺炎，享年36歲。而其擔任醫師的孫子（Frédéric Billiot、1926年12月23日－1963年8月13日）於1963年一場車禍中喪命，享年36歲。

### 公寓賣給律師
1965年，90歲卻無子嗣的讓娜·卡爾芒簽下一份在法國常見的協議，將其獨立產權的公寓“長壽”（en viager）賣給（François Raffray）律師。律師當年47歲，同意支付她每個月的生活費直到其去世為止，這種協議有時稱作“反向貸款”，交易時公寓的價格等於10年的生活費。然而30年之後，律師於1995年12月因癌症早一步離開人世，享壽77歲。而其遺孀繼續支付讓娜·卡爾芒的生活費。

### 確認
1985年，讓娜·卡爾門遷入老人院，獨立生活至110歲，然而直到1988年「文森特·梵高拜訪阿尔勒百週年紀念」偶然接受採訪時她才開始出名。她說15歲時曾在父親的店裡遇見文森特·梵高，說他“不修邊幅、衣著簡單”，也曾參加1885年维克多·雨果的葬禮。114歲時，讓娜·卡爾門於電影《文森特與我》（Vincent et moi）中客串演出自己，並成為有史以來最年長的演員。一部關於她人生的法语紀錄片名叫《同讓娜·卡爾門跨越120年》（Au-delà de 120 ans avec Jeanne Calment）於1995年上映。1996年，她居住的安養院出版光碟《時光太太》（Maîtresse du temps），以她的追憶為主軸，配合打擊樂和其他旋律。她也曾有煙癮，直到117歲時才戒掉，原因是她幾近全盲，卻羞於同他人借火點煙。而她也是可確定最後一個活過1870年代的人。

### 改寫紀錄
1988年1月11日面談後，113歲的讓娜·卡爾門被吉尼斯世界纪录授予“世界上最年長者”的封號。她於1989年出版的金氏紀錄中第一次被提及。然而同年這封號被撤回並給予美國佛罗里达州的凱莉·懷特，其宣稱生於1874年11月18日，雖然於後續的人口調查研究中仍有些爭議。1991年2月14日凱莉·懷特去世，只差一星期即116歲的讓娜·卡爾門成為已知的「當世最年長者」，在這之前已經超過英国的夏綠蒂·休斯成為歐洲近代史上最年長者。1995年10月17日，她屆滿120歲又238天，超越日本的泉重千代而成為金氏世界紀錄中「世界史上最年長者」，其中後者所宣稱的歲數也受到某些質疑。假如扣掉仍有疑問的凱莉·懷特和泉重千代，就當時已知的紀錄，讓娜·卡爾門是第一位活過120歲的人。在她逝世前後，有好幾個聲明超過她的年齡，但沒有一個案例是被認可的，而讓娜·卡爾門因此繼續保持著近代史上最年長者的頭銜。

## 健康狀態
她在85歲時鑽研击剑，100歲時仍能騎自行車，直到114歲還能自由四處行走。她透露她長壽的秘方是橄欖油，她大量在食物裡添加橄欖油，並把橄欖油擦在皮膚上。她也長期飲用波特酒。與一般對健康認知大大不同的是，她每週吃兩磅的巧克力，讓娜·卡爾門從21歲（1896年）開始吸菸直到117歲（1992年），眼睛不好點不了煙才停掉（當時一天抽兩根煙），距她逝世只有5年。1994年，她119歲時體重45公斤。

## 逝世
紐約時報表示，讓娜·卡爾芒去世前一個月，儘管當時她已經失明和失聰，但是健康狀況良好。1997年8月4日上午10:00左右，讓娜·卡爾芒去世。

## 爭議
2018年11月9日至2019年1月23日，俄羅斯數學家尼古拉·扎克和老人學專家瓦列里·諾沃塞洛夫同時聲稱，讓娜·卡爾芒其實在1934年就離世了，她的女兒伊馮·卡尔芒為了逃避遺產稅，盜用了母親的身分。兩位俄羅斯專家研究讓娜·卡爾門的生平傳記、照片和訪談紀錄等資料，再比對讓娜·卡爾芒1930年身分證副本，發現照片中人物的眼睛顏色、額頭、身高，都和讓娜·卡爾門晚年照片不太一樣。老人學專家表示，讓娜·卡爾門晚年的肌肉狀況和同齡人不相符，官方上記載讓娜·卡爾芒的女兒伊馮·卡爾芒在1934年逝世於肺炎，但他們認為當時過世的其實是讓娜·卡爾芒本人，僅享年58歲，而她的女兒則享耆壽99歲。2019年1月23日，在全國人口學研究所（INED）會議後，由法國、瑞士、比利时長壽專家做出結論基本上推翻了俄羅斯數學家等人的「讓娜·卡爾芒於1934年逝世」假設，並質疑俄羅斯研究沒有提供讓娜·卡爾芒身份遭其獨生女替代的直接證據。

## 外部連結
- 讓娜·卡爾芒在互联网电影资料库（IMDb）上的資料（英文）
- Image gallery of Jeanne Calment from aged 20 to aged 122（页面存档备份，存于）
- 一張卡爾芒年輕時的照片（页面存档备份，存于）

| 前任： 伊斯特尔·威金斯   | 世界上最年長者 1990年7月7日－1997年8月4日 | 繼任： 瑪麗-路易絲·梅耶尔 |
| 前任者： 伊斯特尔·威金斯 | 史上最年長無爭議的紀錄者 1997年8月4日－   | 繼任者： 現任             |